# Predestinación en el Islam
Qadar (en árabe: قدر‎, transliterado qadar, que significa literalmente "poder", pero también traducido como: "predestinación divina", "predestinación", "decreto divino", "decreto" de Allah", "preordenación")  es el concepto de destino divino en el Islam. Como Dios es omnisciente y todopoderoso, conoce todo lo que ha sucedido y sucederá en el universo. Al mismo tiempo, los seres humanos son responsables de sus acciones y serán recompensados o castigados en consecuencia el Día del Juicio.
Hay discrepancias considerables no sólo dentro de las principales ramas del Islam, sino incluso dentro de ellas. 
En el caso del sunismo, la Predestinación/Destino Divino es uno de sus Seis Artículos de Fe, junto con la creencia en la Unidad de Alá, los Libros Revelados, los Profetas del Islam, el Día de la Resurrección y los Ángeles. Su interpretación no es unánime: aquellos que afirman el libre albedrío se llaman Qadariyya, mientras que aquellos que lo rechazan se llaman Jabriyya.
La situación es algo más distinta para el chiismo. La predestinación no está incluida en los Cinco Artículos de Fe del Islam chiita . Algunas fuentes describen a los musulmanes chiitas como negadores de la predestinación, y al menos un erudito chiita (Naser Makarem Shirazi) sostiene que "la creencia en la predestinación es una negación de la justicia". 
Algunas de las primeras escuelas islámicas (Qadariyah y Muʿtazila) no aceptaban la doctrina de la predestinación;  Muʿtazila argumentó que era "impensable" que Dios "castigara al hombre por lo que Él mismo había ordenado".

## Definición
En el Islam, "predestinación" se entiende como la creencia que los musulmanes llaman al-qaḍāʾ wa l-qadar ( /ælqɑˈdˤɑːʔ wælˈqɑdɑr/ القضاء والقدر). Según el entendimiento sunita, la frase significa "el decreto divino y la predestinación"; al-qadr significa más estrechamente "poder (divino)", que deriva de la raíz ق د ر (qdr), que denota conceptos relacionados con medir, apuntar, calcular, preparar, poder y tener poder. Otra fuente afirma que, según los estudiosos:
- "el decreto divino (al-qada') consiste en el juicio íntegro y completo para siempre",
- "la medida divina (al-qadar) consiste en los detalles del juicio y sus detalles".[17]

Maria De Cillis también afirma que ambas palabras tienen "raíces semíticas que se remontan a las tradiciones religiosas babilónicas e israelitas que consideraban el mundo una réplica de lo que ya había sido registrado en los libros y cartas celestiales."(El nombre de la 97.ª surah del Corán también es conocida como Surat al-Qadr).
- Taqdeer (en árabe: تقدیر‎) también se refiere a la predestinación en el Islam, el "decreto absoluto de lo Divino", y proviene de la misma raíz de tres consonantes QDR, pero es de "órdenes gramaticales diferentes y, por lo tanto, no se considera intercambiable" con Qadr.[19] En árabe significa literalmente "hacer algo según una medida", o "ocurrencia de eventos según medidas, estándares o criterios predefinidos". Se encuentra en los versículos Q.41:12, Q.36:38, Q.6:96.[20]

## Base coránica

### Corán
A favor de la predestinación:
- "De ningún modo puede sucedernos [a sus criaturas] nada que no sea lo que Dios ha destinado para nosotros" (C. 9:51 ).
- "Él ha ordenado para vosotros, creyentes, el Camino que decretó para Noé y lo que os hemos revelado, oh Profeta, y lo que decretamos para Abraham, Moisés y Jesús, ordenando: 'Mantén la fe, y no hagáis divisiones en ella.' A lo que llamáis a los politeístas es insoportable para ellos. Alá elige para Sí a quien Él quiere y guía hacia Sí a quien se vuelve hacia Él." (P. 42:13 )

- "En cuanto a aquellos que persisten en la incredulidad, les da lo mismo si les avisas o no: nunca creerán. Allah ha sellado sus corazones y sus oídos, y su vista está cubierta. Sufrirán un castigo tremendo". (P. 2:6-7)[21]
- "Si Dios hubiera querido, os habría hecho una sola comunidad; pero Él extravía a quien quiere y guía a quien quiere; y seguramente seréis interrogado sobre las cosas que habéis hecho". (P. 16:93)[21]
- "Tampoco sería tu Señor quien destruyera comunidades por una sola mala acción, si sus miembros fueran propensos a enmendarse. Si tu Señor hubiera querido, podría haber hecho de la humanidad un solo pueblo: pero ésta no cesará de disputar. Excepto aquellos a quienes tu Señor ha concedido Su Misericordia: y para esto los creó: y se cumplirá la Palabra de tu Señor: 'Llenaré el Infierno de genios y de hombres todos juntos' (Q. 11:119).
- "Dios engaña a quien quiere y guía a quien quiere" (Q. 14:4)
- "El Señor ha creado y equilibrado todas las cosas y ha fijado sus destinos y las ha guiado". (P. 87:2)[22]

"El Libro de los Decretos" (al-lawh al-mahfooz), donde Alá habría dejado escrito el destino de todos los mortales, se menciona al menos dos veces en el Corán de forma explícita.
- "En verdad, hemos creado todas las cosas con Qadar (Preordenamientos Divinos) de todas las cosas antes de su creación, como está escrito en el Libro de los Decretos". (P. 54:49 )
- "Ninguna calamidad sobreviene sobre la tierra o sobre vosotros mismos que no esté inscrita en el Libro de los Decretos antes de que Nosotros la hagamos realidad. En verdad, eso es fácil para Alá". (P. 57:22 )

Una reflexión sobre la creencia en el poder de la voluntad divina se encuentra en la frase Insha'Allah, que en árabe significa "si Dios quiere", que los musulmanes utilizan con frecuencia cuando se refieren al futuro, para calificar cualquier predicción de lo que podrá pasar. La frase obedece al verso:
- "No digas sobre nada "eso lo haré mañana", sin [añadir], "si Dios quiere" " (Q. 18:23 )

A favor del libre albedrío:
- "En cuanto a Thamûd, les mostramos guía, pero prefirieron la ceguera a la guía. Así que la explosión de un castigo vergonzoso los alcanzó por lo que solían cometer". (P. 41:17 )
- "Y decíd: Oh Profeta, esta es la verdad de tu Señor. Quien quiera, que crea, y quien quiera, que no crea". (P. 18:28 )
- "Para cada uno hay ángeles sucesivos delante y detrás, protegiéndolos por orden de Alá. De hecho, Alá nunca cambiaría el estado de favor de un pueblo hasta que cambie su propio estado de fe. Y si es la voluntad de Alá atormentar un pueblo, nunca podrá ser evitado, ni podrá encontrar otro protector que Él”. (P. 13:11 )
- "Cualquier bien que te suceda proviene de Alá y cualquier mal que te suceda proviene de ti mismo. Te hemos enviado, oh Profeta, como mensajero para ˹todas˺ la gente. Y Allah es suficiente como Testigo". (P. 4:79 )

### Hadiz
Según Alfred Guillaume, los "libros de las tradiciones canónicas" "no contienen un solo dicho de Mahoma que deje libertad de acción al hombre" (aunque piensa que "hay buenas razones para creer que estas tradiciones se forjan en una época en la que la polémica al respecto estaba en su apogeo..."). Uno de los hadices donde Mahoma le cuenta a Jibreel sobre los artículos de fe, incluido el "decreto divino", es:
- Se narró de 'Umar que Jibreel عليه السلام dijo al Profeta: ¿Qué es la fe (Iman)? Dijo: "Creer en Alá, Sus Ángeles, Sus Libros, Sus Mensajeros, el Último Día y el decreto divino, tanto buenos como malos". Jibreel le dijo: Has dicho la verdad. Dijo: Nos sorprendió que le preguntara y luego confirmara que sus respuestas eran correctas. El Profeta dijo: "Ese era Jībreel, quien vino a enseñarte tu religión".[24]

Un hadiz cita a Abd Allah ibn Umar ibn al-Khattab narrando el hadiz anterior junto con el dicho que:
- "Si uno de ellos gastara tanto oro como Uhud (montaña) en caridad, Alá no lo aceptaría hasta que crea en Al-Qadar";[25][26]

Otro hadiz anima a los musulmanes a "seguir haciendo buenas obras", aunque esto no afecte su lugar en el Más Allá, ya que ya han sido asignados al Fuego o al Paraíso y eso no se puede cambiar:
- Ali narró que un día el Mensajero de Alá estaba sentado con un palo de madera en la mano con el que rascaba el suelo. Levantó la cabeza y dijo: "No hay ninguno de vosotros que no tenga asignado su lugar en el Fuego o en el Paraíso". Ellos (los Compañeros) preguntaron: "¡Oh Mensajero de Alá! ¿Por qué deberíamos seguir haciendo buenas obras? ¿Debemos depender (de Qadar) y dejar el trabajo?" Mahoma dijo: "No, continúa haciendo buenas obras, porque a todos les resultará fácil (hacer) aquellas obras que les llevarán hacia aquello para lo que han sido creados". Luego recitó el versículo: "En cuanto a aquel que da (en caridad) y cumple con su deber para con Alá y Le teme y cree en al-Husna, le allanaremos el camino de la Facilidad (la bondad)" (Surah al -Lail 92:5-7).[27]

## Qadary el libre albedrío
En el Islam ortodoxo, el control de Dios sobre lo que sucede en su creación es absoluto. "Alá ha decretado todas las cosas desde la eternidad". Él sabe que sucederán, cuándo sucederán, cómo sucederán, y "Él lo ha escrito y lo ha querido". Esto incluye "los asuntos humanos o de otro tipo más insignificantes", a pesar de "la grandeza del papel cósmico de Dios" (en palabras del erudito Michael Cook).
- "Él sabe lo que hay en la tierra y en el mar; no cae una hoja sin que Él lo sepa". (Q.6:59)[29]

Pero al mismo tiempo, los seres humanos tienen la opción de hacer el bien o el mal durante su vida, son responsables de sus acciones y serán recompensados o castigados en consecuencia en su vida eterna en el Más Allá.
Esto plantea la pregunta (planteada por la temprana escuela de pensamiento racionalista islámica Muʿtazila), si todo lo que ha sucedido y sucederá, incluidos todos los actos de bien y de mal, ya ha sido determinado por Dios, ¿no significa eso que todo lo que hace un ser humano durante su vida es el cumplimiento ciego del decreto divino? ¿Cómo pueden los seres humanos ser responsables de esto, e incluso castigados con el tormento eterno en el infierno? 
Esta pregunta no es exclusiva del Islam y el debate sobre el libre albedrío no se limita a la religión. Según Justin Parrott del Instituto Islámico Yaqeen, "ha sido un tema importante a lo largo de la historia",  abordado por el antiguo filósofo griego Aristóteles hace más de 2000 años. El orientalista Alfred Guillaume señala que el dilema "ha preocupado las mentes" de los teólogos de todas las religiones "que pretenden presentar" un dios todopoderoso y moral. 
El marja' chiita iraní Naser Makarem Shirazi da un ejemplo:
Dicen: “¿Sabe Dios qué fulano de tal a tal hora en tal o cual día matará a alguien o beberá una bebida alcohólica?” Si decimos: "Él no sabe", hemos negado el conocimiento de Dios. Y si decimos: "Sí, esa persona debe hacer esto, de lo contrario el conocimiento de Dios será imperfecto", entonces, para preservar el conocimiento de Dios, ¡una persona está obligada a pecar y obedecer a Dios! 

### Controversia y peligro
Según Maria De Cillis, "el conflicto aparentemente irresoluble entre los conceptos de libre albedrío y determinismo (o predeterminación divina)" no sólo ha sido "un asunto de gran interés" sino también de "acalorada controversia", que se extiende más allá de la academia y se adentra en la política "en virtud de las repercusiones que este debate tiene en el contexto social" (por ejemplo, cuando las autoridades tiránicas y corruptas alientan el fatalismo al señalar que estas enfermedades son "divinamente queridas y predeterminadas").  Según Justin Parrott, "la idea (...) de que todo ya ha sido decretado por el Creador desde la eternidad ha preocupado a teólogos y filósofos durante siglos". Y no sólo los miembros de estas dos profesiones han puesto a prueba sus cerebros sobre el conflicto, sino que la "infinidad de enigmas filosóficos que surgen" del tema ha causado que algunos musulmanes experimenten dudas de fe. "¿Estamos obligados a hacer lo que hacemos o nuestras elecciones tienen sentido?" 

De Cillis escribe que el tema era tan delicado que el
El profeta supuestamente enseñó a los creyentes a abstenerse de consideraciones sobre el destino (qadar), llamándolo un mar profundo, un camino oscuro y un secreto de Dios. Uno de los intelectuales sunitas más autorizados, el teólogo y maestro sufí, Abū Hāmid al-Ghazālī (m. 1111), informa en su obra maestra El renacimiento de las ciencias religiosas,  la tradición según la cual Mahoma (...) proclamó: “Absténganse de hablar sobre qadar ”.  [nb 1]
Como resultado, los eruditos enfatizaron que la providencia es un secreto de Alá y que "profundizar filosóficamente demasiado en ella" conducirá a "desorientación".  El credo de Al-Tahawi advierte que "esa providencia" (el aparente conflicto entre el decreto divino y el libre albedrío humano) es tal secreto que ni siquiera las criaturas más obedientes y santas de Dios pueden entrar en el misterio. 
El principio de la providencia es el secreto de Alá Todopoderoso en Su creación que no ha sido dado a ningún ángel cercano a Él, ni a un profeta o mensajero. La exageración ( al-ta'ammuq ) y el debate al respecto conducen al fracaso, a la negación progresiva y a cierto grado de transgresión. Tome todas las precauciones contra ese tipo de debate, pensamiento e insinuación. 

### Descripciones populares
La incompatibilidad entre predestinación y libre albedrío no es un problema en muchas fuentes islámicas populares.

### Explicaciones y justificaciones
La escuela de teología Ash'ari del siglo X (que es una de las principales escuelas sunitas de teología islámica), concilia el castigo en el infierno con la doctrina del poder divino omnisciente, con su propia doctrina de kasb (adquisición). Según él, si bien todos y cada uno de los actos, incluidos los actos humanos de maldad, son creados por Dios, el ser humano que realiza el acto es responsable de él, porque ha "adquirido" el acto.   Los humanos sólo tienen el poder de decidir entre las posibilidades dadas que Dios ha creado.  María De Cillis lo explica así:
En su intento de ilustrar el significado del verbo “adquirir” (palabra típica de la teología Ash'arita), [el teólogo Ash'arita] al-Bāqillānī, al especificar la diferencia entre un acto forzado y un acto adquirido, afirmó: “Adquirir significa que [el hombre] realiza libremente sus propios actos en virtud de un poder [generado] unido a tales actos que les hace 'adquirir' una calificación distinta de cualquier acción obligada. (…) Tal calificación de la acción es, precisamente, lo que llamamos adquisición”.  Fue en relación con este estado específico que la acción condujo a una recompensa o un castigo. Más específicamente, aunque no atribuyó a los seres humanos el poder de hacer que la acción fuera buena o mala, al-Bāqillānī reconoció que tenían la capacidad de actuar de tal manera que sus acciones coincidieran con lo que Dios quería o rechazaba, con lo que confiriendo connotaciones morales a las acciones.  [nb 2]
Los eruditos de inter-Islam.org explican que si bien Alá tiene "pleno conocimiento de las acciones del individuo; pasadas, presentes y futuras", este mundo es una prueba para que los humanos determinen si van al paraíso o al infierno. "La noción de que este mundo es una prueba garantiza que los sujetos sometidos a prueba poseen libre albedrío o, de lo contrario, tal prueba no tendría sentido".  Dado que esa prueba tiene significado, esto demuestra que el individuo tiene libre albedrío.
nEl erudito chiita Naser Makarem Shirazi responde a quienes preguntan por qué Dios permite actos de maldad que Él, siendo omnisciente, sabe que sucederán (ver arriba), acusándolos de hacer la pregunta para fabricar una excusa para cometer pecados. Shirazi sostiene que "nuestra voluntad o elección [son] también parte del conocimiento de Dios", y compara a Dios con un maestro que "sabe que un estudiante perezoso reprobará al final del año y el maestro está cien por ciento seguro de este hecho porque de años de experiencia como docente", y quien no puede ser considerado responsable por el fracaso del estudiante.  [nb 3]
Justin Parrott explica que "desde un punto de vista puramente racional", puede parecer imposible que Dios tenga conocimiento y poder absolutos sobre todas las acciones del universo, y que los humanos sean responsables de sus acciones. Parrott cita hadices sahih de que nuestra "vida útil, nuestras acciones y nuestro destino final" (ya sea que vayamos al cielo o al infierno) están determinados ("escritos por los ángeles") antes de nacer; sin embargo, después de nacer tenemos la oportunidad de "asegurar un buen destino" apelando "a Alá mediante la adoración, la oración y las buenas obras". Parrott explica que si bien declaraciones como estas pueden parecernos "contradictorias a primera vista", eso se debe sólo "al marco de referencia limitado de la mente humana". "Tenemos que recordar que Alá" y la predestinación "existen fuera del tiempo y del espacio, más allá del velo cósmico en lo Invisible", de modo que "somos simplemente incapaces de concebirlo con nuestras limitadas facultades racionales". 
Crítica
Los más escépticos han desestimado a Qadar por considerarlo injusto y sin sentido, inherentemente contradictorio. El crítico del Islam Ibn Warraq se queja de que el "sistema de predestinación" convierte a los hombres en "autómatas", socavando "la noción de responsabilidad moral" y la justificación del duro castigo del infierno.  Otros críticos de la compatibilidad del destino divino y el libre albedrío (Abdullah Sameer y Hanney Selim) argumentan que los sentimientos de confusión de los musulmanes sobre el tema y el desaliento de intentar comprender la paradoja proveniente de los líderes religiosos de los intentos de comprender la paradoja, son simplemente porque el destino divino y el libre albedrío no son compatibles. Los intentos de los teólogos de hacerlo así son lógicamente incoherentes, no muy diferentes de la doctrina de la Trinidad en el cristianismo. [nb 4]

## Historia
Con base en lo que se ha conservado de la poesía de los árabes preislámicos, se cree que creían que la fecha de muerte de la persona (ajal), estaba predeterminada "sin importar lo que hiciera". La "provisión" o "sustento" ( rizq ) de una persona, esencialmente comida, también estaba predeterminada. 
El concepto de ajal también se encuentra en el Corán en varios versos, especialmente uno revelado en respuesta a las críticas a la estrategia militar de Mahoma (ir al monte Uhud a luchar cuando los musulmanes fueron atacados en Medina por los mequíes) que, según algunos musulmanes, conducía a pérdidas innecesarias de vidas:
- "Si hubiérais estado en vuestras casas, aquellos para quienes estaba escrito el asesinato, habrían salido al lugar de su caída" (Q.3:154). [41]

(El versículo expresa un punto de vista diferente –que los actos no están predeterminados, pero su resultado sí lo está– que la posición teológica posterior de que Dios sabe/determina todo lo que sucede.)  El Corán también habla específicamente del suministro de rizq, o provisión estando bajo el control de Dios:
- "Él prodiga rizq a quien quiere, o lo escatima" (Q.30:37) [41]

- Dios sabe que los hombres cometerán crímenes, pero su conocimiento (previo) no los impulsa a hacerlo.
- Dios no quiere nada más que lo bueno (p. 12) 3
- Todo sucede por decreto y predestinación de Dios excepto las malas obras (ألمعاصى "desobediencias") [42]

Ma'bad al-Juhani (muerto en 699 d. C.), fue crucificado por orden del califa Abd al-Malik en Damasco . Se decía que fue el primer hombre en discutir el Qadr ( Decreto Divino ).  
Los omeyas, durante su reinado, adoptaron la posición teológica de que Dios les había otorgado el califato, igual que el Corán describe la concesión de un califato a Adán (Q.2:30).  Entre sus oponentes se encontraban Qādarī, que defendían "el libre albedrío humano de alguna forma", tales como los buenos actos de cualquier persona que provienen de Dios, pero sus malos actos (incluidos los del califa de Dios) provienen de ellos mismos. 
Después de la disputa entre qadaritas y jabaritas, el Islam siguió el camino intermedio dictado por el Corán y la Sunnah, "entre los dos extremos". 
Tras el derrocamiento de la dinastía omeya por los abasíes en 750 d. C., el movimiento Qādarī "se desvaneció o fue absorbido por el movimiento racionalista Muʿtazila".  Las siguientes dos escuelas que sintieron la necesidad de reconciliar la idea de un Dios omnipotente (que crea todo, incluidas las acciones humanas) con un Dios justo (que no responsabiliza a los seres humanos por los actos que Dios, no ellos, quiso), fueron los Muʿtazila y los Ashʿaris . 
La escuela Mu'tazili argumentaba que dado que la justicia ( 'adl ) es "la verdadera esencia" de la divinidad, "Dios sólo puede hacer y sólo desea lo que es saludable para los seres humanos". (Basado en los versículos Q.3:104, Q.22:10, Q.4:81.)  Él no sólo ordena a la gente hacer lo que es bueno y les prohíbe hacer lo que es reprensible, sino que también se abstiene de haciendo el mal él mismo. El mal en el mundo proviene más bien del libre albedrío del hombre/seres humanos. El hombre (la raza humana), por tanto, es "el genuino “creador” (khāliq) de sus acciones". 
La escuela Ash'ari, que lleva el nombre de Abū al-Hasan al-Ash'arī (m. 935), argumentó que, dado que Dios es todopoderoso, "él es el único y verdadero autor de cada acción, buena o mala", incluyendo, por supuesto, las acciones humanas. El hombre está "limitado a tomar posesión (por vía de adquisición – kasb ) de las acciones creadas para él por Dios". Habiendo adquirido estas acciones, son responsables de ellas en el Día del Juicio. El Islam sunita apoyó a la escuela Ash'ari (aunque no exclusivamente) y se opuso a los Mu'tazili.
Los exponentes del modernismo islámico, como Muḥammad ʿAbduh (m. 1905) y Fazlur Rahman (m. 1988), siguen la doctrina estándar de que Dios "tiene conocimiento previo de las acciones humanas", pero el hecho de que el futuro ha sido determinado e incluya el actos malignos, "no obliga al hombre a cometer pecado".
Cedomir Nestorovic afirma que la aceptación limitada del libre albedrío podría influir en el mercado islámico. La creencia en el libre albedrío podría motivar a un individuo a cambiar el orden de las cosas. Si no se cree en el libre albedrío, es poco probable que una empresa realice cambios.

## Perspectiva sunita
Los sunitas enumeran Qadar como un aspecto de su credo (en árabe: aqidah‎). Creen que el destino divino se dio cuando Dios escribió en la Tabla Preservada ( al-Lawhu 'l-Mahfuz ) todo lo que ha sucedido y sucederá, y que sucederá tal como está escrito.
Según la creencia maturidí, todas las posibilidades activas son creadas por Dios y los humanos actúan de acuerdo con su libre intención de elegir qué acción seguir. De este modo, la intención precede a la acción creada y la capacidad por la que se adquieren las acciones (kasb en árabe ).

### Los cuatro pilares de la creencia en Al Qadar
Según dos fuentes conservadoras (islamqa.info yAllah Knowing), la creencia en al-Qadar se basa en cuatro cosas,  componentes,  aspectos: 
1. – العلم Al-ʿIlm – Conocimiento: es decir, que Alá sabe lo que ha sido, lo que será, lo que nunca ha sido y cómo podría ser si fuera; también lo que Alá dice. También sabe lo que hará Su creación, en virtud de Su conocimiento eterno, incluidas las elecciones que tendrán lugar.
2. – كتابة Kitabah – Escritura: es decir, que Alá ha escrito todo lo que existe, incluido el destino de todas las criaturas en al-Lawhu 'l-Mahfuz antes de la creación. También se denomina "pregrabación" de Alá. [48]
3. – مشيئة Mashii'ah – Voluntad: es decir, que lo que Alá quiera suceda y lo que Él no quiera que suceda, no sucederá. No hay movimiento en los cielos ni en la tierra que no suceda por Su voluntad. Esto no significa que Él obligue a que las cosas sucedan como suceden en el área de las acciones voluntarias de los seres humanos. Significa que Él sabía lo que elegirían, lo escribió y ahora deja que ocurra.
4. – الخلق Al-Khalq – Creación y formación: es decir, que Alá es el Creador de todas las cosas, incluidas las acciones de Sus siervos. Realizan sus acciones en un sentido real y Alá es el Creador de ellos y de sus acciones. [46] [47]

### Etapas delTaqdeer(destino)
1. El Decreto de Alá que está escrito en Al-Lawh Al-Mahfuud antes de la creación del universo. Este destino, escrito en la tablilla conservada, nunca cambia y abarca todo lo que será.
2. Alá hizo un decreto divino después de la creación de Adán. Alá sacó a toda la descendencia de Adán (es decir, a todos los humanos desde el principio de los tiempos hasta el fin de los tiempos) y les preguntó: "¿No soy yo vuestro Señor?" y todos los humanos respondieron "¡Te testificamos que Tú eres nuestro Señor!" Entonces Alá decretó quiénes irán al paraíso y quiénes al infierno.
3. El decreto de por vida. Esto ocurre cuando las personas se encuentran en el útero de sus madres, concretamente 120 días después de la concepción. Alá envía un ángel para poner un alma en el cuerpo, y el ángel escribe el decreto que Alá ha hecho; su duración de vida, sus acciones, su sustento (cuánto ganarán a lo largo de su vida) y si serán habitantes del paraíso o habitantes del infierno. [49]
4. El decreto anual. Esto es durante la Noche de Qadr (Noche del Decreto) donde Alá envía sus decretos desde el cielo a la tierra, en ella destina las acciones (obras, sustento, nacimientos, muertes, etc.) de la creación para el próximo año. La palabra Qadar no debe confundirse con Qadr; Qadar es el destino, Qadr es lo que ha sido destinado, es decir, decreto, de ahí la traducción – Noche del Decreto.
5. El Decreto Diario. Allah decreta las acciones diarias de su creación.

Un ejemplo de cómo estas categorizaciones ayudan a aclarar la idea del destino es el siguiente: Es posible que Alá envíe un decreto diario/anual dictando que una persona obtendrá ganancias. Sin embargo, debido a las buenas acciones de esa persona (por ejemplo, cumplir con los lazos de parentesco [ser bueno con tus familiares y mantener la relación]), Alá envía otro decreto que aumenta las ganancias de esa persona. La revocación de los dos decretos está dentro del conocimiento de Alá y está registrada en la Tabla Preservada. La persona misma no sabe nada de su propio destino o de los decretos de Alá, pero lo que sí sabe es que si realiza ciertas buenas acciones, aumentará sus ganancias (como en el ejemplo anterior) más que si no las hace.[cita requerida]
Los imamíes, junto con otras ramas chiitas, como los zaydis, rechazan la predestinación.     Esta creencia se ve aún más enfatizada por el concepto chiita de Bada', que afirma que Dios no ha fijado un curso definido para la historia humana. En cambio, Dios puede alterar el curso de la historia humana como estime oportuno.
Sin embargo, según Encyclopedia.com (basado en W. Montgomery Watt y Asma Afsaruddin), los imamíes, "en general, suscriben la doctrina de la determinación divina con un guiño en la dirección del libre albedrío; Ismāʿīlī Los puntos de vista no son diferentes. Los Zaydī Shīʿī están más cerca de los Muʿtazilah en sus puntos de vista ". 
Algunas posiciones adoptadas por destacados eruditos chiitas (citas de Maria De Cillis) incluyen:
- “Ni compulsión absoluta, ni delegación absoluta sino algo intermedio”, (lā jabr wa-lā tafwīd wa lākin amr bayn amrayn ). Atribuido al sexto imán de los doce chiitas, Ja'far al-Sādiq (m. 765). [18]
- "Las acciones humanas son creadas por Dios y pueden clasificarse "al mismo tiempo" en acciones libres" y en acciones divinamente "obligatorias". [18]
  - Libres a menos que alguien hubiera obligado a la persona a realizarlos, y obligatorios porque "procedieron de una causa producida por Dios". Hisham ibn al-Hakam, compañero de Ja'far al-Sādiq y también erudito. [18]
  - Esta posición fue adoptada por la escuela teológica de Qom y el erudito chiita en hadices al-Kulaynī (m. 941), [18]
- Dios no puede "ser considerado ni el creador de las acciones ni el que desea las malas acciones humanas". Sheikh al-Mufīd (m. 1022), miembro de la escuela imamita de Bagdad. [18]

La idea de "una tabla" con el futuro escrito en ella no es exclusiva del Islam sunita, como lo afirma un erudito duodécimo chií ( Al-Shaykh Al-Mufid, fallecido en 1022), que "la Tabla es el Libro de Alá Todopoderoso en en el cual ha escrito todo lo que sucederá hasta el Día de la Resurrección". 
Para demostrar que no hay contradicción entre estar predestinado y el libre albedrío, los chiitas afirman que las cuestiones relativas al destino humano son de dos tipos: definidas e indefinidas. Para explicar las definitivas, los chiitas argumentan que Dios tiene poder definitivo sobre toda la existencia, sin embargo, cuando Él quiere, puede reemplazar un destino determinado por otro; y eso es lo que se llama destino indefinido. Algunos de estos cambios de destino, por tanto, son provocados por el hombre mismo, quien a través de su libre albedrío, sus decisiones y su forma de vida puede sentar las bases para un cambio en su destino como se ha señalado en el versículo:
- En verdad, Dios no cambiará la condición de un pueblo mientras ellos mismos no cambien Su estado. (Q.13:11) [51]

Ambos tipos de destinos, sin embargo, están contenidos en el conocimiento previo de Dios, argumentan los chiitas, de modo que no podría haber ningún tipo de cambio ( badaʾ iluminado. "mutabilidad") con respecto a Su conocimiento. De este modo el primer tipo de destino no significa una limitación del poder de Dios; ya que Dios, en contraste con la creencia de los judíos que decían que la mano de Dios está atada, afirma: No, sus manos están extendidas...  Así, Dios tiene el poder de cambiar todo lo que quiere y la creatividad de Dios es continua. En consecuencia, como dice Sobhani, "todos los grupos del Islam consideran "bada" como un principio de la fe, aunque no todos utilicen realmente el término". 
El erudito iraní Naser Makarem Shirazi afirma que "creer en la predestinación es una negación de la justicia", y que hay libre albedrío en el Islam,  pero al mismo tiempo (según él) Dios tiene conocimiento previo de todo lo que sucederá en el futuro. Aborda la paradoja de que Dios sepa que el hombre cometerá un determinado pecado y su libre albedrío para cometerlo, postulando la existencia de una máquina tan avanzada que puede predecir la ocurrencia de un evento con algunas horas de anticipación.  Sin embargo, no se diría que la máquina obligó a que ocurriera ese evento; Asimismo, el perfecto conocimiento de Dios no obliga al hombre a cometer pecados. 